# 克列米季夫
49°6′3″N 24°55′6″E / 49.10083°N 24.91833°E
克列米季夫（烏克蘭語：Кремидів），是烏克蘭西部的村莊，隸屬伊萬諾-弗蘭科夫斯克州的伊萬諾-弗蘭科夫斯克區。該村始建於1435年，面積10.1平方公里，海拔高度256米，2001年人口178，人口密度每平方公里17.6人。